# Куартли, Артур
Артур Куартли (англ. Arthur Quartley; 1839—1886) — американский художник-маринист французского происхождения, известный своими морскими пейзажами.

## Биография
Родился 24 мая 1839 года в Париже, где прожил до двенадцати лет, когда его семья переехала в Балтимор, штат Мэриленд.
Первоначально живописи обучался у своего отца Фредерика Уильяма Куартли, который был гравёром. В семнадцать лет Артур стал учеником художника вывесок в Балтиморе. В 1862 году семья Картли основала в Балтиморе оформительскую фирму Emmart & Quartley, одну из лучших в городе (согласно Dictionary of American Biography). Молодой Артур Куартли начал рисовать морские пейзажи Чесапикского залива, постепенно совершенствуясь в этом стремлении. Провёл выставку своих картин студии Norval H. Busey.
Чтобы профессионально продолжить свою работу художника, в 1875 году Куартли переехал в Нью-Йорк, который в то время был главным центром художественной жизни. Он писал пейзажи пролива Лонг-Айленд, Нью-Йоркской бухты, островов Isles of Shoals в Нью-Гэмпшире и залива Наррагансетт в Род-Айленде.
В этот момент образовалась Школа реки Гудзон, формировались другие течения в живописи, среди них группа The Tilers, членом-основателем которой был Куартли. Художники и писатели этой группы, в которую входили такие светила, как Уинслоу Гомер, Уильям Чейз и Огастес Сент-Годенс, часто встречались, чтобы обменяться идеями в продвижении своих работ. Они также предпринимали экскурсии на восточный Лонг-Айленд, в течение которых Артур Куартли создавал свои пейзажи. Карьере Куартли и его друга — скульптора Уильяма Райнхара способствовал журналист и филантроп Джон Маккой.
В 1876 году Куартли был избран в Национальную академию дизайна. Его известности при жизни свидетельствует включение в качестве одного из 68 художников в издание American Painters (1880).
Умер 19 мая 1886 года в Нью-Йорке на Манхэттене и был похоронен на кладбище Woodlawn Cemetery в Бронксе.

### Семья
Около 1864 года Куартли женился на Laura Louise Delamater (1843—1881). У них были дети:
- Adele Quartley (1866—1954),
- Grace Vilette Quartley (род. 1870),
- Arthur Lester Quartley (1873—1945),
- MacDonough Quartley (1878—1884).

## Труды
Артур Куартли выставлялся в Национальной академии дизайна, в Обществе американских художников, а также в Лондоне.
Его работы находятся во многих музеях США.

Некоторые работы
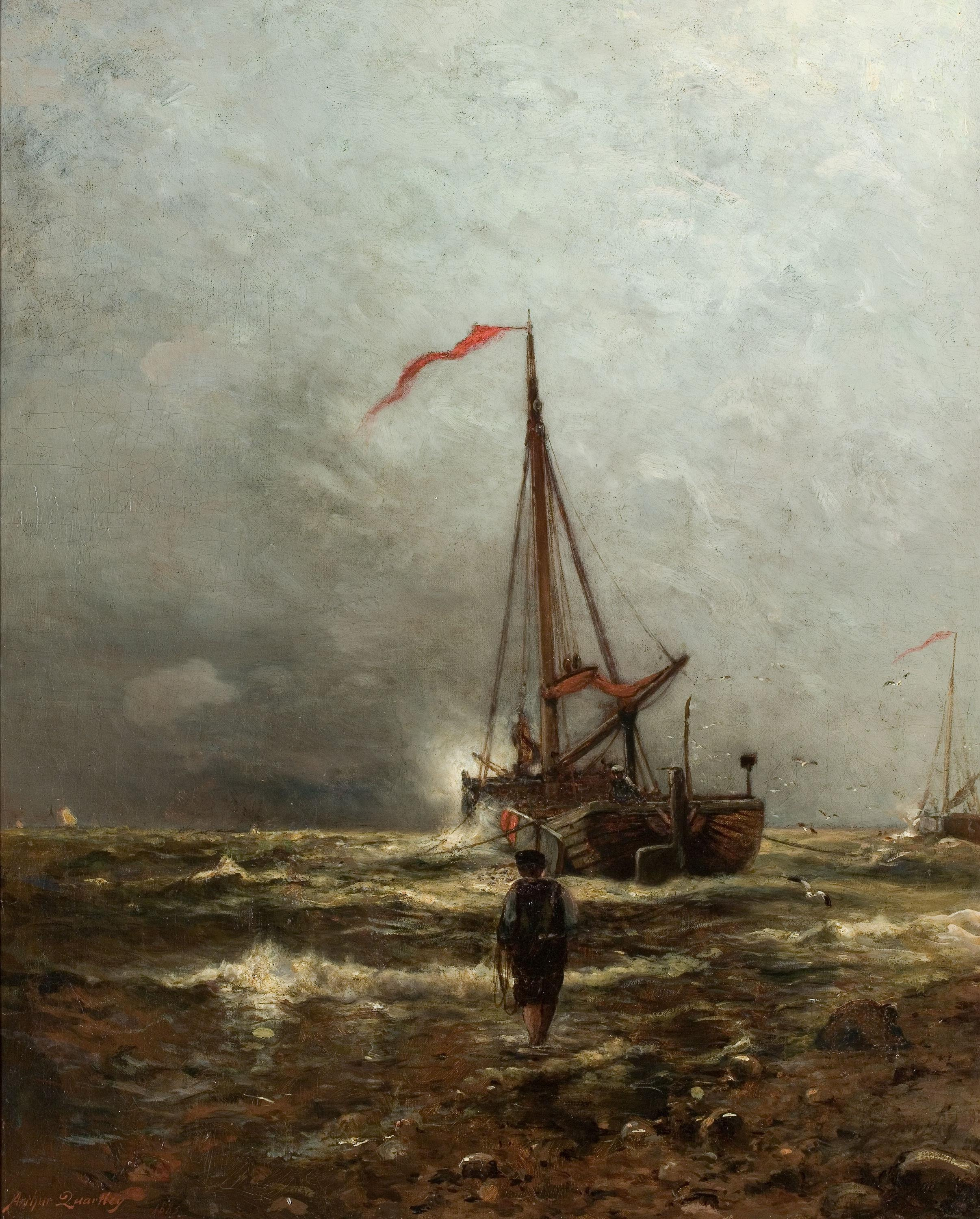
Coast of Holland
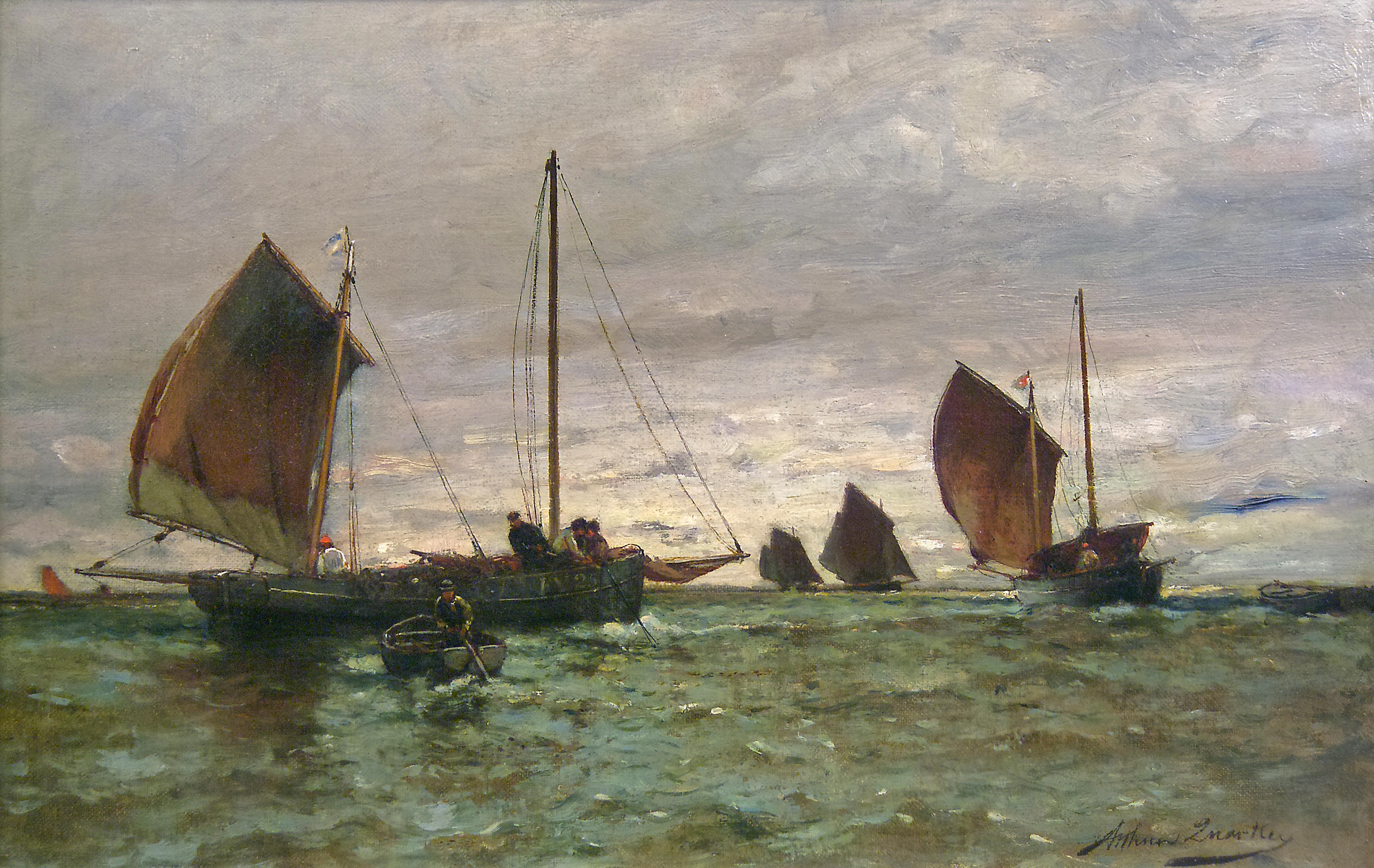
Fishing Boats Hauling in the Nets
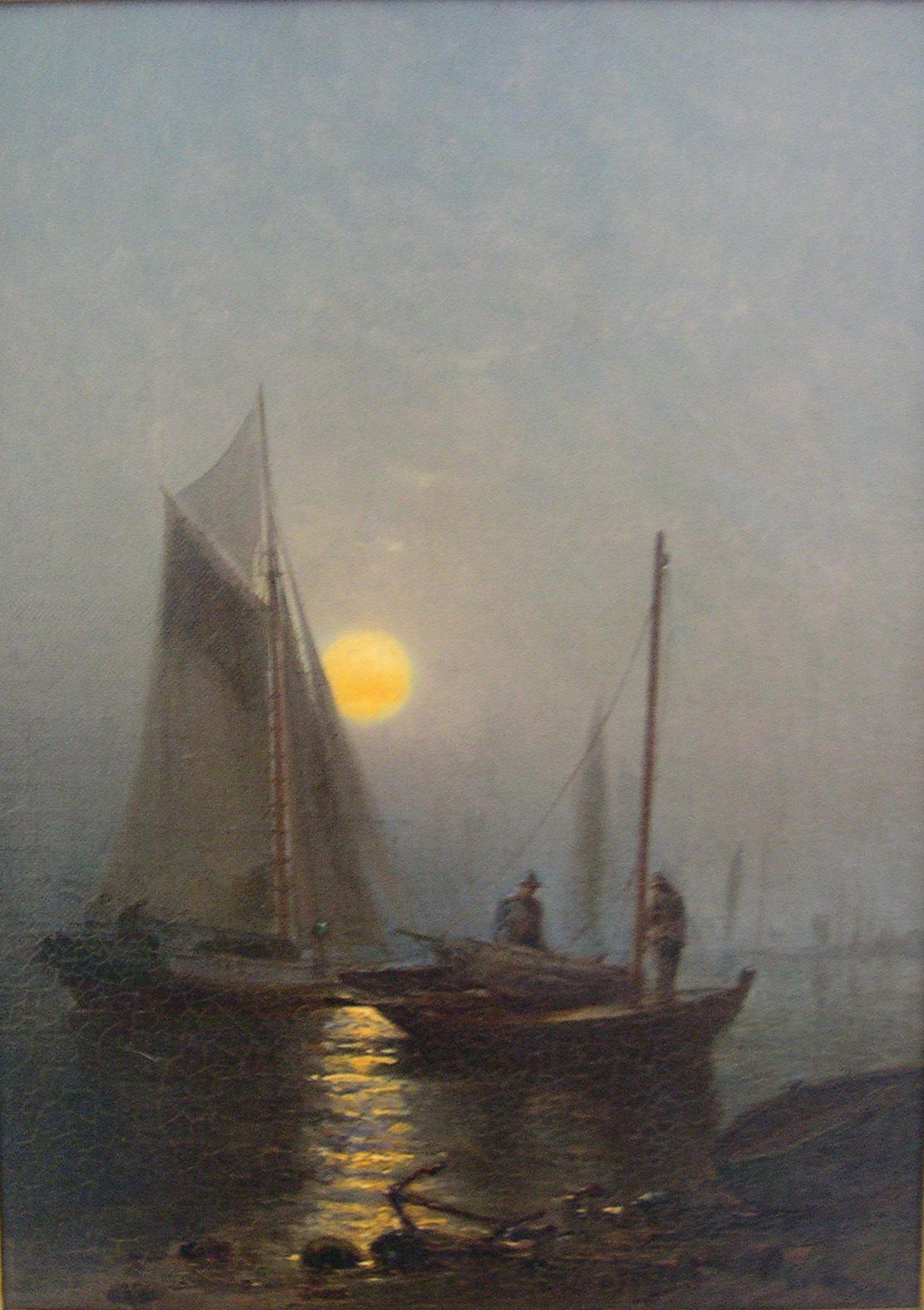
Early Moonlight Naragansett Bay